# باتريس فيري
باتريس فيري (بالفرنسية: Patrice Ferri)‏ (19 يوليو 1963 بليون في فرنسا - ) هو لاعب كرة قدم فرنسي في مركز الدفاع. لعب مع أولمبيك ليون ونادي بويسي ونادي تولون ونادي سانت إتيان ونادي ستراسبورغ ونادي كان ومونتريال إمباكت (1992–2011).

## وصلات خارجية
- باتريس فيري على موقع قاعدة بيانات كرة القدم.إي يو (الإنجليزية)
- باتريس فيري على موقع عالم كرة القدم.نت (الإنجليزية)